# Das Washingtoner Karussell
Das Washingtoner Karussell ist ein US-amerikanisches Filmdrama aus dem Jahr 1932 von James Cruze mit Lee Tracy und Constance Cummings in den Hauptrollen. Der Pre-Code-Film wurde von Columbia Pictures produziert.

## Handlung
Der neu ins Repräsentantenhaus der Vereinigten Staaten gewählte Button Gwinnett Brown fährt mit dem Congressional Express nach Washington D.C. Während der Zugfahrt liest er einen Brief seines Vorfahren Button Gwinnett, einem der Unterzeichner der Unabhängigkeitserklärung der Vereinigten Staaten. Ein Windstoß weht das Papier aus dem Fenster in das Abteil von Alice Wylie, der Enkelin eines einflussreichen Senators, die das Blatt als Müll ansieht und zerreißt. Brown ist bestürzt, da es eines von nur drei existierenden Originalschreiben seines Vorfahren war.
Carl Tilden, Beamter der Prohibitionsbehörde, versucht, den Gangster Edward Norton zum Aufhören zu bewegen, wird aber von diesem erpresst. Gilden schreibt einen Brief an seinen Freund Brown und begeht Selbstmord. Brown erreicht Washington und wird dort von Willis begrüßt, der vom örtlichen Parteichef Kelleher zu dessen Sekretär gemacht wurde. Willis übergibt ihm ein Telegramm, in dem angeordnet wird, für einen Gesetzentwurf zu stimmen, der es ermöglicht, die Überreste eines General Digger in Washington bestatten zu lassen. Brown ist um seine politische Integrität besorgt und lehnt ab.
Auf den Stufen des Kapitols beobachtet er den Protest der Bonus Army. Er erklärt den Demonstranten, dass er herausgefunden hat, dass er nur mit Hilfe gefälschter Stimmen gewählt wurde. Nun will er die Verantwortlichen zur Rechenschaft ziehen. In seinem Appartement liest er Tildens Brief. Dann besucht er die Kongressbibliothek und findet heraus, dass der Gesetzentwurf einen Mann ehren würde, der für Landraub an den Indianern mitverantwortlich war. Alice willigt ein, für Brown zu arbeiten. Sie informiert ihn, dass Kelleher eine Neuauszählung der Wahlstimmen veranlasst hat. Brown macht die Hintergründe des Gesetzentwurfs öffentlich und muss zurücktreten.
Senator Wylie, Alice’s Großvater, wird von Brown beschuldigt, von Norton kontrolliert zu werden. Wylie streitet zunächst ab, doch nach einiger Zeit muss er sich selber eingestehen, dass Brown Recht hat. Bevor er eine Untersuchung veranlassen kann, wird er von seinem Sekretär Martin, einem Handlanger Nortons vergiftet. Beim Begräbnis wird Alice von Norton begleitet. Er macht ihr einen Antrag und erklärt ihr seine Pläne, die Kontrolle über die Presse und politische Macht zu gewinnen. Alice erzählt Brown von Nortons Machenschaften, der die Bonus Army informiert. Norton wird des Mordes an Tilden und Wylie angeklagt. Verzweifelt versucht Norton, Brown zu erpressen, der ihm unbeeindruckt eine Pistole auf den Tisch legt und Nortons Büro verlässt. Norton begeht Selbstmord, Brown und Alice verlassen Arm in Arm das Gebäude.

## Produktion

### Hintergrund
Gedreht wurde der Film vom 4. bis zum 22. August 1932.
Columbia Pictures kaufte nur die Rechte am Titel des Buches Washington Merry-Go-Round von Robert S. Allen und Drew Pearson. Maxwell Anderson wurde beauftragt, eine zum Titel passende Story zu schreiben.

### Besetzung
In kleinen nicht im Abspann erwähnten Nebenrollen traten Jane Darwell, Tiny Sandford und Dorothy Vernon auf. Ebenfalls unerwähnt blieben Wallis Clark als Carl Tilden und Sam Godfrey als Martin.

## Veröffentlichung
Die Premiere des Films fand am 15. Oktober 1932 statt. In der Bundesrepublik Deutschland wurde er am 28. September 1985 im deutschen Fernsehen ausgestrahlt.

## Kritiken
Das Lexikon des internationalen Films schrieb: „Eines der ersten filmischen Beispiele für die Art, wie sich Hollywood mit dem Thema der politischen Korruption und der Verfilzung von Politik und Verbrechen auseinandersetzt.“
Der Dokumentarfilmer und Journalist Pare Lorentz schrieb im Magazin Vanity Fair, es werde alles in patriotischen Reden erzählt, nicht in dramatischen Szenen dargestellt. Lee Tracy sei fehlbesetzt, da er zu lärmend und theatralisch sei. Zu loben sei der Mut des kleinen Studios, sich Zensurdrohungen zu stellen. Auch Maxwell Anderson und Walter Connolly werden herausgehoben. Ohne Tracy hätte es einen schwungvollen Film gegeben.